# 相似矩陣
在线性代数中，相似矩阵（英語：similar matrix）是指存在相似关系的矩阵。相似关系是两个矩阵之间的一种等价关系。两个n×n矩阵A与B为相似矩阵当且仅当存在一个n×n的可逆矩阵P，使得：
{\displaystyle \!P^{-1}AP=B}
P被称为矩阵A与B之间的相似变换矩阵。
相似矩阵保留了矩阵的许多性质，因此许多对矩阵性质的研究可以通过研究更简单的相似矩阵而得到解决。
判断两个矩阵是否相似的辅助方法：
1.判断特征值是否相等；
2.判断行列式是否相等；
3.判断跡是否相等；
4.判断秩是否相等；
以上条件可以作为判断矩阵是否相似的必要条件，而非充分条件。

## 严格定义
两个系数域为K的n×n的矩阵A与B为域L上的相似矩阵当且仅当存在一个系数域为L的n×n的可逆矩阵P，使得：
{\displaystyle \!P^{-1}AP=B}
这时，称矩阵A与B“相似”。B称作A通过相似变换矩阵：P得到的矩阵。术语相似变换的其中一个含义就是将矩阵A变成与其相似的矩阵B。

## 性质
相似变换是矩阵之间的一种等价关系，也就是说满足：
1. 反身性：任意矩阵都与其自身相似。
2. 对称性：如果A和B相似，那么B也和A相似。
3. 传递性：如果A和B相似，B和C相似，那么A也和C相似。

矩阵间的相似关系与所在的域无关：设K是L的一个子域，A和B是两个系数在K中的矩阵，则A和B在K上相似当且仅当它们在L上相似。这个性质十分有用：在判定两个矩阵是否相似时，可以随意地扩张系数域至一个代数闭域，然后在其上计算若尔当标准形。
如果两个相似矩阵A和B之间的转换矩阵P是一个置换矩阵，那么就称 A和B“置换相似”。
如果两个相似矩阵A和B之间的转换矩阵P是一个酉矩阵，那么就称 A和B“酉相似”。谱定理证明了每个正规矩阵都酉相似于某个对角矩阵。

## 相似变换下的不变性质
两个相似的矩阵有许多相同的性质：
- 两者的秩相等。
- 两者的行列式值相等。
- 两者的迹数相等。
- 两者拥有同样的特征值，尽管相应的特征向量一般不同。
- 两者拥有同样的特征多项式。
- 两者拥有同样的初等因子。

这种现象的原因有两个：
- 两个相似的矩阵可以看做是同一个线性变换的“两面”，即在两个不同的基下的表现。
- 映射X {\displaystyle \mapsto } P−1XP是从n阶方阵射到n阶方阵的一个双射同构，因为P是可逆的。

因此，在给定了矩阵A后，只要能找到一个与之相似而又足够“简单”的“规范形式”B，那么对A的研究就可以转化为对更简单的矩阵B的研究。比如说A被称为可对角化的，如果它与一个对角矩阵相似。不是所有的矩阵都可以对角化，但至少在复数域（或任意的代数闭域）内，所有的矩阵都相似于一些被称为若尔当标准形的简单的矩阵。另一种标准形：弗罗贝尼乌斯标准形则在任意的域上都适用。只要查看A和B所对应的标准形是否一致，就能知道两者是否相似。